# Archémore
Dans la mythologie grecque, Archémore ou Archémoros est le fils de Lycurgue, roi de Némée, soit par Eurydice soit par Amphithée.

## Mythe
Surnommé Opheltès (en grec ancien Ὀφέλτης Ophéltês rappelant Ὀφις « serpent » et ἐλυτρός « enroulé »), il est aussi connu comme Archémore (Ἀρχέμορος / Arkhémoros « début du malheur » ou « malheur au début » ou, selon Ugo Bratelli, « celui par qui le malheur arrive »).
Il était en effet à la mamelle lorsque les princes de l'armée d'Adraste, qui traversaient la forêt de Némée, prièrent sa nourrice Hypsipyle de leur indiquer une source. Celle-ci déposa l'enfant sur une touffe d'ache et les conduisit à une fontaine voisine. Mais, en son absence, un serpent mordit l'enfant, qui mourut aussitôt. En mémoire de ce tragique accident, on institua les jeux Néméens, qui se célébraient tous les deux années révolues. Les vainqueurs prenaient le deuil, et se couronnaient d'ache.

## Sources
- Pseudo-Apollodore, Bibliothèque [détail des éditions] [lire en ligne], I, 9, 14 ; III, 6, 4.
- Hygin, Fables [détail des éditions] [(la) lire en ligne], LXXIV.
- Stace, Thébaïde [détail des éditions] [lire en ligne], IV, 748 et suiv. ; V, 534 et suiv.
- Anthologie grecque, Cyzique, IX-X.